# Vladimír Baar
Vladimír Baar (* 25. května 1953 Nový Jičín) je český geograf a vysokoškolský učitel, v letech 2004 až 2007 rektor Ostravské univerzity.

## Život
Narodil se v květnu 1953 v Novém Jičíně. Již v dětství jej vždy velmi zajímala geografie a po vykonání maturitní zkoušky na Gymnáziu Příbor v roce 1972 tak šel studovat ekonomickou geografii na Přírodovědecké fakultě Univerzity Komenského v Bratislavě, protože toužil po studiu ve velkém městě. V roce 1977 v oboru získal magisterský titul. Po studiu pracoval do roku 1985 na Výzkumném ústavu rozvoje oblastí a měst v Ostravě. Poté působil v letech 1985 až 1991 na Pedagogické fakultě Ostravské univerzity a posléze také na Přírodovědecké fakultě Ostravské univerzity, kde působil jako její tajemník. V letech 1987 až 1988 absolvoval kurz vysokoškolské pedagogiky na Univerzitě Palackého v Olomouci. Angažoval se také jako místopředseda Akademického senátu Přírodovědecké fakulty OS (1994 až 2000) i Ostravské univerzity jako celku (1991 až 1997 a opět 2001 až 2004). V letech 2000 až 2004 a opět v letech 2007 až 2019 působil rovněž jako vedoucí Katedry sociální geografie OU.
V roce 1993 se stal kandidátem věd v oboru regionální geografie na Univerzitě Karlově. V roce 1998 se habilitoval v oboru teorie politiky na Univerzitě Mateja Bela v Banskej Bystrici.
V roce 2004 se stal rektorem Ostravské univerzity, když ve funkci nahradil Petra Pánka. Ve funkci působil do roku 2007, kdy jej ve funkci vystřídal Jiří Močkoř. V roce 2007 začal pracovat rovněž na Slezské univerzitě a v letech 2008 až 2011 byl zaměstnancem na Univerzitě Mateja Bela v Banskej Bystrici. V roce 2009 se stal profesorem, když jím byl jmenován pro obor geografie na Prešovské univerzitě v Prešově.
Za svou kariéru získal řadu různých ocenění od různých univerzit, na kterých působil. Má tři syny.